# Тейзуел (окръг, Илинойс)
Окръг Тейзуел (на английски: Tazewell County) е окръг в щата Илинойс, Съединени американски щати. Площта му е 1704 km², а населението – 128 485 души (2000). Административен център е град Пекин.